# Радослав Спасов
Радослав Николов Спасов е български кинооператор и режисьор.

## Биография
Роден е на 14 юни 1943 г. в Остров, Оряховско. Завършва операторско майсторство във ВГИК, Москва.
Заснема над 20 игрални филма. Работи с някои от най-големите български режисьори: Георги Дюлгеров, Едуард Захариев, Иван Андонов, Георги Стоянов, Киран Коларов, Рангел Вълчанов, Людмил Стайков.
Дебютира като режисьор през 1993 г. с филма „Сирна неделя“. Режисьор е и на филма „Откраднати очи“, за който получава наградата на публиката в официалната конкурсна програма „Толерантност“ на Международния кинофестивал „Палич“, Сърбия и Черна гора (2005).
Умира на 20 октомври 2024 г.

## Филмография

### Като оператор
- „Козелът“ (2009)
- „А днес накъде?“ (2007)
- „Лейди Зи“ (2005)
- „Черната лястовица“ (1996)
- „Лагерът“ (1990)
- „Резерват“ (1990)
- „А сега накъде?“ (1988)
- „Време на насилие“ (1988)
- „Време разделно“ (1988, реж. Людмил Стайков)
- „За къде пътувате“ (1986, реж. Рангел Вълчанов)
- „Забравете този случай“ (1985)
- „Дело 205/1913 П. К. Яворов“ (1984)
- „Последни желания“ (1983)
- „Мера според мера“ (1981, реж. Георги Дюлгеров)
- „Въздушният човек“ (1980)
- „Лачените обувки на незнайния воин“ (1979)
- „Случки на открито“ (тв, 1979)
- „Пантелей“ (1978, реж. Г. Стоянов)
- „Служебно положение ординарец“ (тв, 1978, реж. Киран Коларов)
- „Трампа“ (1978)
- „Авантаж“ (1977)
- „Мъжки времена“ (1977, реж. Едуард Захариев)
- „Самодивско хоро“ (1976)
- „Вилна зона“ (1975)
- „...И дойде денят“ (1973)
- „10 дни неплатени“ (1972)
- „Изпит“ (1971)

### Като режисьор
- „Живи комини“ (2018)
- „Пеещите обувки“ (2016)
- „Откраднати очи“ (2005)
- „Сирна неделя“ (1993)